# 福田晃治
福田 晃治（ふくだ　こうじ、1964年9月15日 - ）は、日本のボランティア団体代表、政治活動家。国民新党参議院群馬県第一支部支部長。

## 経歴
東京都江戸川区出身（父は群馬県藤岡市出身）、現在群馬県伊勢崎市在住。東京電機大学工学部II中退。
2007年7月29日投票の第21回参議院議員通常選挙に国民新党公認・民主党推薦で群馬県選挙区から立候補。選挙では投票日の1週間前に群馬県知事選挙があり、国民新党が知事選に公認候補を擁立しなかったため、福田は公選法の規定により参院選公示前の1週間は選挙活動を制限された。参議院選挙では自民党候補の山本一太に負け落選した。
福田赳夫の一族であると公言している。それに対し福田康夫の地元秘書である悴田義則は「週刊新潮」2006年12月21日号で「彼を福田の親戚と考えてはおりません」とコメントしている。
2008年4月25日、前橋地裁に自己破産を申請した。債務残高は約8500万円に上るという。福田の債務を巡っては、事務所用プレハブを貸した高崎市の設備会社が同年3月、国民新党側に責任があるとして、同党を相手取り、約500万円の損害賠償を求める訴えを同地裁高崎支部に起こしている。

## 役職
- 社会福祉ボランティア団体「祉由会」代表
- 群馬県環境アドバイザー
- 伊勢崎市男女共同参加計画委員
- 元群馬県環境審議会委員
- 国民新党群馬県第一支部長